# Mariene ecoregio Puget Trough/Straat van Georgia
De Mariene ecoregio Puget Trough/Straat van Georgia (56) (Engels: Puget Trough/Georgia Basin marine ecoregion) is een biogeografische regio en ligt in het noordoosten van de Grote Oceaan in de Mariene provincie Koude Gematigde Noordoostelijke Stille Oceaan (10) in het Marien rijk Gematigde Noordelijke Stille Oceaan. De mariene ecoregio is vastgesteld door het World Wide Fund for Nature en The Nature Conservancy en is vernoemd naar Puget Sound en de Straat van Georgia.
In het noordwesten grenst het gebied aan de mariene ecoregio Noord-Amerikaans Pacifisch Fjordland (55) en in het zuidwesten aan de mariene ecoregio Oregon-, Washington- en Vancouverkust en Plat (57).

## Geografie
De mariene ecoregio ligt in het noordoosten van de Grote Oceaan in het zuidwesten van de Canadese provincie Brits-Columbia en het noordwesten van de Amerikaanse staat Washington. Het gebied strekt zich uit van Quadra Island in de Straat van Georgia aan de oostkust van Vancouvereiland tot in de Straat van Juan de Fuca aan de zuidkust van Vancouvereiland en omvat eveneens de Puget Sound.
Het gebied kenmerkt zich door slechts lokale zeestromingen.

## Biogeografie
Het gebied kent zeeleven dat houdt van gematigde temperaturen.